# Ligue des champions de l'AFC 2019
Navigation
Édition précédente Édition suivante
La Ligue des champions de l'AFC 2019 est la 38e édition de la plus prestigieuse des compétitions inter-clubs asiatiques, la 17e sous le nom de Ligue des champions. Elle oppose les meilleurs clubs d'Asie qui se sont illustrés dans leurs championnats respectifs la saison précédente. Le vainqueur de cette compétition participe à la Coupe du monde des clubs 2019.

## Participants
La confédération asiatique a d’abord défini des critères que les associations membres doivent respecter pour pouvoir envoyer leurs clubs dans la compétition continentale. Ces critères reposent notamment sur la professionnalisation des clubs, l'état des stades et des infrastructures, l’organisation du championnat local et l'affluence. Selon le degré de respect de ces critères, l'AFC accorde un nombre précis de places aux associations, qui peut aller de quatre places qualificatives pour la phase de groupes et/ou les barrages à aucune si les critères ne sont atteints en aucun point.
Onze fédérations obtiennent une ou plusieurs places en phase de groupes. L'AFC conserve le format des barrages sur trois tours instauré en 2014, permettant à de nombreuses fédérations de pouvoir qualifier des équipes par le biais de leur championnat. Il y a ainsi 53 clubs issus de vingt-deux pays inscrits à cette édition 2019 de la Ligue des champions.
| Participation pour la Ligue des champions de l'AFC 2019 | Participation pour la Ligue des champions de l'AFC 2019 |
| ------------------------------------------------------- | ------------------------------------------------------- |
|                                                         | Remplit les critères de participation                   |
|                                                         | Ne remplit pas les critères de participation            |

| Rank   | Rank  | Membre de la Fédération | Points | Slots           | Slots          | Slots           | Slots           |
| Rank   | Rank  | Membre de la Fédération | Points | Phase de groupe | Barrages       | Barrages        | Barrages        |
| Region | AFC   | Membre de la Fédération | Points | Phase de groupe | Play-off round | Prelim. round 2 | Prelim. round 1 |
| ------ | ----- | ----------------------- | ------ | --------------- | -------------- | --------------- | --------------- |
| 1      | 1     | Émirats arabes unis     | 95.940 | 3               | 1              | 0               | 0               |
| 2      | 4     | Arabie Saoudite         | 84.269 | 3               | 1              | 0               | 0               |
| 3      | 6     | Qatar                   | 82.407 | 2               | 2              | 0               | 0               |
| 4      | 7     | Iran                    | 71.851 | 2               | 0              | 2               | 0               |
| 5      | 9     | Ouzbékistan             | 43.305 | 1               | 0              | 2               | 0               |
| 6      | 11    | Irak                    | 42.141 | 1               | 0              | 1               | 0               |
| 7      | 12    | Tadjikistan             | 30.725 | 0               | 0              | 0               | 1               |
| 8      | 15    | Inde                    | 29.291 | 0               | 0              | 0               | 1               |
| 9      | 16    | Syrie                   | 28.983 | 0               | 0              | 0               | 1               |
| 10     | 18    | Jordanie                | 25.649 | 0               | 0              | 0               | 1               |
| 11     | 19    | Koweït                  | 24.798 | 0               | 0              | 0               | 1               |
| 12     | 20    | Bahreïn                 | 24.337 | 0               | 0              | 0               | 1               |
| Total  | Total | Total                   | Total  | 12              | 4              | 5               | 6               |
| Total  | Total | Total                   | Total  | 12              | 15             |                 |                 |
| Total  | Total | Total                   | Total  | 27              |                |                 |                 |

| Rank   | Rank  | Membre de la Fédération | Points | Slots           | Slots          | Slots           | Slots           |
| Rank   | Rank  | Membre de la Fédération | Points | Phase de groupe | Barrages       | Barrages        | Barrages        |
| Region | AFC   | Membre de la Fédération | Points | Phase de groupe | Play-off round | Prelim. round 2 | Prelim. round 1 |
| ------ | ----- | ----------------------- | ------ | --------------- | -------------- | --------------- | --------------- |
| 1      | 2     | Corée du Sud            | 87.480 | 3               | 1              | 0               | 0               |
| 2      | 3     | Chine                   | 86.671 | 3               | 1              | 0               | 0               |
| 3      | 5     | Japon                   | 83.464 | 2               | 2              | 0               | 0               |
| 4      | 8     | Australie               | 64.752 | 2               | 0              | 1               | 0               |
| 5      | 10    | Thaïlande               | 42.568 | 1               | 0              | 2               | 0               |
| 6      | 13    | Malaisie                | 29.566 | 1               | 0              | 1               | 0               |
| 7      | 14    | Hong Kong               | 29.300 | 0               | 0              | 1               | 0               |
| 8      | 17    | Viêtnam                 | 27.426 | 0               | 0              | 1               | 0               |
| 9      | 21    | Philippines             | 21.405 | 0               | 0              | 0               | 1               |
| 10     | 23    | Singapour               | 17.084 | 0               | 0              | 0               | 1               |
| 11     | 24    | Indonésie               | 16.871 | 0               | 0              | 0               | 1               |
| 12     | 25    | Myanmar                 | 14.753 | 0               | 0              | 0               | 1               |
| Total  | Total | Total                   | Total  | 12              | 4              | 6               | 4               |
| Total  | Total | Total                   | Total  | 12              | 14             |                 |                 |
| Total  | Total | Total                   | Total  | 26              |                |                 |                 |

| Asie de l'ouest | Asie de l'ouest | Asie de l'ouest | Asie de l'ouest | Asie de l'ouest | Asie de l'ouest | Asie de l'ouest | Asie de l'ouest | Asie de l'est | Asie de l'est | Asie de l'est | Asie de l'est | Asie de l'est | Asie de l'est | Asie de l'est | Asie de l'est |
| Phase de groupes | Phase de groupes | Phase de groupes | Phase de groupes | Phase de groupes | Phase de groupes | Phase de groupes | Phase de groupes | Phase de groupes | Phase de groupes | Phase de groupes | Phase de groupes | Phase de groupes | Phase de groupes | Phase de groupes | Phase de groupes |
| --- | --- | --- | --- | --- | --- | --- | --- | --- | --- | --- | --- | --- | --- | --- | --- |
| - Al-Aïn Champion des Émirats arabes unis en 2017-2018 Vainqueur de la coupe des Émirats arabes unis 2018 - Al-Wahda 2e des Émirats arabes unis en 2017-2018 - Al-Wasl 3e des Émirats arabes unis en 2017-2018 - Al-Hilal Champion d'Arabie saoudite en 2017-2018 - Al-Ittihad Vainqueur de la coupe du Roi 2018 en 2017-2018 - Al-Ahli 2e d'Arabie saoudite en 2017-2018 - Al-Duhail Champion du Qatar et vainqueur de la Coupe de l'Émir de Qatar 2018 en 2017-2018 - Al-Sadd 2e du Qatar en 2017-2018 - Persepolis Champion d'Iran et vainqueur de la Coupe de Hazfi 2017-18 en 2017-2018 - Esteghlal Téhéran 2e d'Iran en 2017-2018 - Lokomotiv Tachkent Champion d'Ouzbékistan en 2018 - Al-Zawraa Champion d'Irak et vainqueur de la Coupe de Hazfi en 2017-2018 | - Al-Aïn Champion des Émirats arabes unis en 2017-2018 Vainqueur de la coupe des Émirats arabes unis 2018 - Al-Wahda 2e des Émirats arabes unis en 2017-2018 - Al-Wasl 3e des Émirats arabes unis en 2017-2018 - Al-Hilal Champion d'Arabie saoudite en 2017-2018 - Al-Ittihad Vainqueur de la coupe du Roi 2018 en 2017-2018 - Al-Ahli 2e d'Arabie saoudite en 2017-2018 - Al-Duhail Champion du Qatar et vainqueur de la Coupe de l'Émir de Qatar 2018 en 2017-2018 - Al-Sadd 2e du Qatar en 2017-2018 - Persepolis Champion d'Iran et vainqueur de la Coupe de Hazfi 2017-18 en 2017-2018 - Esteghlal Téhéran 2e d'Iran en 2017-2018 - Lokomotiv Tachkent Champion d'Ouzbékistan en 2018 - Al-Zawraa Champion d'Irak et vainqueur de la Coupe de Hazfi en 2017-2018 | - Al-Aïn Champion des Émirats arabes unis en 2017-2018 Vainqueur de la coupe des Émirats arabes unis 2018 - Al-Wahda 2e des Émirats arabes unis en 2017-2018 - Al-Wasl 3e des Émirats arabes unis en 2017-2018 - Al-Hilal Champion d'Arabie saoudite en 2017-2018 - Al-Ittihad Vainqueur de la coupe du Roi 2018 en 2017-2018 - Al-Ahli 2e d'Arabie saoudite en 2017-2018 - Al-Duhail Champion du Qatar et vainqueur de la Coupe de l'Émir de Qatar 2018 en 2017-2018 - Al-Sadd 2e du Qatar en 2017-2018 - Persepolis Champion d'Iran et vainqueur de la Coupe de Hazfi 2017-18 en 2017-2018 - Esteghlal Téhéran 2e d'Iran en 2017-2018 - Lokomotiv Tachkent Champion d'Ouzbékistan en 2018 - Al-Zawraa Champion d'Irak et vainqueur de la Coupe de Hazfi en 2017-2018 | - Al-Aïn Champion des Émirats arabes unis en 2017-2018 Vainqueur de la coupe des Émirats arabes unis 2018 - Al-Wahda 2e des Émirats arabes unis en 2017-2018 - Al-Wasl 3e des Émirats arabes unis en 2017-2018 - Al-Hilal Champion d'Arabie saoudite en 2017-2018 - Al-Ittihad Vainqueur de la coupe du Roi 2018 en 2017-2018 - Al-Ahli 2e d'Arabie saoudite en 2017-2018 - Al-Duhail Champion du Qatar et vainqueur de la Coupe de l'Émir de Qatar 2018 en 2017-2018 - Al-Sadd 2e du Qatar en 2017-2018 - Persepolis Champion d'Iran et vainqueur de la Coupe de Hazfi 2017-18 en 2017-2018 - Esteghlal Téhéran 2e d'Iran en 2017-2018 - Lokomotiv Tachkent Champion d'Ouzbékistan en 2018 - Al-Zawraa Champion d'Irak et vainqueur de la Coupe de Hazfi en 2017-2018 | - Al-Aïn Champion des Émirats arabes unis en 2017-2018 Vainqueur de la coupe des Émirats arabes unis 2018 - Al-Wahda 2e des Émirats arabes unis en 2017-2018 - Al-Wasl 3e des Émirats arabes unis en 2017-2018 - Al-Hilal Champion d'Arabie saoudite en 2017-2018 - Al-Ittihad Vainqueur de la coupe du Roi 2018 en 2017-2018 - Al-Ahli 2e d'Arabie saoudite en 2017-2018 - Al-Duhail Champion du Qatar et vainqueur de la Coupe de l'Émir de Qatar 2018 en 2017-2018 - Al-Sadd 2e du Qatar en 2017-2018 - Persepolis Champion d'Iran et vainqueur de la Coupe de Hazfi 2017-18 en 2017-2018 - Esteghlal Téhéran 2e d'Iran en 2017-2018 - Lokomotiv Tachkent Champion d'Ouzbékistan en 2018 - Al-Zawraa Champion d'Irak et vainqueur de la Coupe de Hazfi en 2017-2018 | - Al-Aïn Champion des Émirats arabes unis en 2017-2018 Vainqueur de la coupe des Émirats arabes unis 2018 - Al-Wahda 2e des Émirats arabes unis en 2017-2018 - Al-Wasl 3e des Émirats arabes unis en 2017-2018 - Al-Hilal Champion d'Arabie saoudite en 2017-2018 - Al-Ittihad Vainqueur de la coupe du Roi 2018 en 2017-2018 - Al-Ahli 2e d'Arabie saoudite en 2017-2018 - Al-Duhail Champion du Qatar et vainqueur de la Coupe de l'Émir de Qatar 2018 en 2017-2018 - Al-Sadd 2e du Qatar en 2017-2018 - Persepolis Champion d'Iran et vainqueur de la Coupe de Hazfi 2017-18 en 2017-2018 - Esteghlal Téhéran 2e d'Iran en 2017-2018 - Lokomotiv Tachkent Champion d'Ouzbékistan en 2018 - Al-Zawraa Champion d'Irak et vainqueur de la Coupe de Hazfi en 2017-2018 | - Al-Aïn Champion des Émirats arabes unis en 2017-2018 Vainqueur de la coupe des Émirats arabes unis 2018 - Al-Wahda 2e des Émirats arabes unis en 2017-2018 - Al-Wasl 3e des Émirats arabes unis en 2017-2018 - Al-Hilal Champion d'Arabie saoudite en 2017-2018 - Al-Ittihad Vainqueur de la coupe du Roi 2018 en 2017-2018 - Al-Ahli 2e d'Arabie saoudite en 2017-2018 - Al-Duhail Champion du Qatar et vainqueur de la Coupe de l'Émir de Qatar 2018 en 2017-2018 - Al-Sadd 2e du Qatar en 2017-2018 - Persepolis Champion d'Iran et vainqueur de la Coupe de Hazfi 2017-18 en 2017-2018 - Esteghlal Téhéran 2e d'Iran en 2017-2018 - Lokomotiv Tachkent Champion d'Ouzbékistan en 2018 - Al-Zawraa Champion d'Irak et vainqueur de la Coupe de Hazfi en 2017-2018 | - Al-Aïn Champion des Émirats arabes unis en 2017-2018 Vainqueur de la coupe des Émirats arabes unis 2018 - Al-Wahda 2e des Émirats arabes unis en 2017-2018 - Al-Wasl 3e des Émirats arabes unis en 2017-2018 - Al-Hilal Champion d'Arabie saoudite en 2017-2018 - Al-Ittihad Vainqueur de la coupe du Roi 2018 en 2017-2018 - Al-Ahli 2e d'Arabie saoudite en 2017-2018 - Al-Duhail Champion du Qatar et vainqueur de la Coupe de l'Émir de Qatar 2018 en 2017-2018 - Al-Sadd 2e du Qatar en 2017-2018 - Persepolis Champion d'Iran et vainqueur de la Coupe de Hazfi 2017-18 en 2017-2018 - Esteghlal Téhéran 2e d'Iran en 2017-2018 - Lokomotiv Tachkent Champion d'Ouzbékistan en 2018 - Al-Zawraa Champion d'Irak et vainqueur de la Coupe de Hazfi en 2017-2018 | - Jeonbuk Hyundai Motors Champion de Corée du Sud en 2018 - Daegu FC Vainqueur de la coupe de Corée du Sud 2018 - Gyeongnam FC 2e de Corée du Sud en 2018 - Shanghai SIPG Champion de Chine en 2018 - Beijing Guoan Vainqueur de la coupe de Chine 2018 - Guangzhou Evergrande 2e de Chine en 2018 - Kawasaki Frontale Champion du Japon en 2018 - Urawa Reds Vainqueur de la coupe du Japon 2018 - Sydney FC 1er de la saison régulière d'Australie en 2017-2018 - Melbourne Victory Vainqueur de Grand Final d'Australie en 2017-2018 - Buriram United Champion de Thaïlande en 2016 - Johor Darul Ta'zim Champion de Malaisie en 2018 | - Jeonbuk Hyundai Motors Champion de Corée du Sud en 2018 - Daegu FC Vainqueur de la coupe de Corée du Sud 2018 - Gyeongnam FC 2e de Corée du Sud en 2018 - Shanghai SIPG Champion de Chine en 2018 - Beijing Guoan Vainqueur de la coupe de Chine 2018 - Guangzhou Evergrande 2e de Chine en 2018 - Kawasaki Frontale Champion du Japon en 2018 - Urawa Reds Vainqueur de la coupe du Japon 2018 - Sydney FC 1er de la saison régulière d'Australie en 2017-2018 - Melbourne Victory Vainqueur de Grand Final d'Australie en 2017-2018 - Buriram United Champion de Thaïlande en 2016 - Johor Darul Ta'zim Champion de Malaisie en 2018 | - Jeonbuk Hyundai Motors Champion de Corée du Sud en 2018 - Daegu FC Vainqueur de la coupe de Corée du Sud 2018 - Gyeongnam FC 2e de Corée du Sud en 2018 - Shanghai SIPG Champion de Chine en 2018 - Beijing Guoan Vainqueur de la coupe de Chine 2018 - Guangzhou Evergrande 2e de Chine en 2018 - Kawasaki Frontale Champion du Japon en 2018 - Urawa Reds Vainqueur de la coupe du Japon 2018 - Sydney FC 1er de la saison régulière d'Australie en 2017-2018 - Melbourne Victory Vainqueur de Grand Final d'Australie en 2017-2018 - Buriram United Champion de Thaïlande en 2016 - Johor Darul Ta'zim Champion de Malaisie en 2018 | - Jeonbuk Hyundai Motors Champion de Corée du Sud en 2018 - Daegu FC Vainqueur de la coupe de Corée du Sud 2018 - Gyeongnam FC 2e de Corée du Sud en 2018 - Shanghai SIPG Champion de Chine en 2018 - Beijing Guoan Vainqueur de la coupe de Chine 2018 - Guangzhou Evergrande 2e de Chine en 2018 - Kawasaki Frontale Champion du Japon en 2018 - Urawa Reds Vainqueur de la coupe du Japon 2018 - Sydney FC 1er de la saison régulière d'Australie en 2017-2018 - Melbourne Victory Vainqueur de Grand Final d'Australie en 2017-2018 - Buriram United Champion de Thaïlande en 2016 - Johor Darul Ta'zim Champion de Malaisie en 2018 | - Jeonbuk Hyundai Motors Champion de Corée du Sud en 2018 - Daegu FC Vainqueur de la coupe de Corée du Sud 2018 - Gyeongnam FC 2e de Corée du Sud en 2018 - Shanghai SIPG Champion de Chine en 2018 - Beijing Guoan Vainqueur de la coupe de Chine 2018 - Guangzhou Evergrande 2e de Chine en 2018 - Kawasaki Frontale Champion du Japon en 2018 - Urawa Reds Vainqueur de la coupe du Japon 2018 - Sydney FC 1er de la saison régulière d'Australie en 2017-2018 - Melbourne Victory Vainqueur de Grand Final d'Australie en 2017-2018 - Buriram United Champion de Thaïlande en 2016 - Johor Darul Ta'zim Champion de Malaisie en 2018 | - Jeonbuk Hyundai Motors Champion de Corée du Sud en 2018 - Daegu FC Vainqueur de la coupe de Corée du Sud 2018 - Gyeongnam FC 2e de Corée du Sud en 2018 - Shanghai SIPG Champion de Chine en 2018 - Beijing Guoan Vainqueur de la coupe de Chine 2018 - Guangzhou Evergrande 2e de Chine en 2018 - Kawasaki Frontale Champion du Japon en 2018 - Urawa Reds Vainqueur de la coupe du Japon 2018 - Sydney FC 1er de la saison régulière d'Australie en 2017-2018 - Melbourne Victory Vainqueur de Grand Final d'Australie en 2017-2018 - Buriram United Champion de Thaïlande en 2016 - Johor Darul Ta'zim Champion de Malaisie en 2018 | - Jeonbuk Hyundai Motors Champion de Corée du Sud en 2018 - Daegu FC Vainqueur de la coupe de Corée du Sud 2018 - Gyeongnam FC 2e de Corée du Sud en 2018 - Shanghai SIPG Champion de Chine en 2018 - Beijing Guoan Vainqueur de la coupe de Chine 2018 - Guangzhou Evergrande 2e de Chine en 2018 - Kawasaki Frontale Champion du Japon en 2018 - Urawa Reds Vainqueur de la coupe du Japon 2018 - Sydney FC 1er de la saison régulière d'Australie en 2017-2018 - Melbourne Victory Vainqueur de Grand Final d'Australie en 2017-2018 - Buriram United Champion de Thaïlande en 2016 - Johor Darul Ta'zim Champion de Malaisie en 2018 | - Jeonbuk Hyundai Motors Champion de Corée du Sud en 2018 - Daegu FC Vainqueur de la coupe de Corée du Sud 2018 - Gyeongnam FC 2e de Corée du Sud en 2018 - Shanghai SIPG Champion de Chine en 2018 - Beijing Guoan Vainqueur de la coupe de Chine 2018 - Guangzhou Evergrande 2e de Chine en 2018 - Kawasaki Frontale Champion du Japon en 2018 - Urawa Reds Vainqueur de la coupe du Japon 2018 - Sydney FC 1er de la saison régulière d'Australie en 2017-2018 - Melbourne Victory Vainqueur de Grand Final d'Australie en 2017-2018 - Buriram United Champion de Thaïlande en 2016 - Johor Darul Ta'zim Champion de Malaisie en 2018 |
| Barrages | | | | | | | | | | | | | | | |
| - Al-Nasr 4e des Émirats arabes unis en 2017-2018 - Al-Nassr 3e d'Arabie saoudite en 2017-2018 - Al-Rayyan 3e du Qatar en 2017-2018 - Al-Gharafa 4e du Qatar en 2017-2018 | - Al-Nasr 4e des Émirats arabes unis en 2017-2018 - Al-Nassr 3e d'Arabie saoudite en 2017-2018 - Al-Rayyan 3e du Qatar en 2017-2018 - Al-Gharafa 4e du Qatar en 2017-2018 | - Al-Nasr 4e des Émirats arabes unis en 2017-2018 - Al-Nassr 3e d'Arabie saoudite en 2017-2018 - Al-Rayyan 3e du Qatar en 2017-2018 - Al-Gharafa 4e du Qatar en 2017-2018 | - Al-Nasr 4e des Émirats arabes unis en 2017-2018 - Al-Nassr 3e d'Arabie saoudite en 2017-2018 - Al-Rayyan 3e du Qatar en 2017-2018 - Al-Gharafa 4e du Qatar en 2017-2018 | - Al-Nasr 4e des Émirats arabes unis en 2017-2018 - Al-Nassr 3e d'Arabie saoudite en 2017-2018 - Al-Rayyan 3e du Qatar en 2017-2018 - Al-Gharafa 4e du Qatar en 2017-2018 | - Al-Nasr 4e des Émirats arabes unis en 2017-2018 - Al-Nassr 3e d'Arabie saoudite en 2017-2018 - Al-Rayyan 3e du Qatar en 2017-2018 - Al-Gharafa 4e du Qatar en 2017-2018 | - Al-Nasr 4e des Émirats arabes unis en 2017-2018 - Al-Nassr 3e d'Arabie saoudite en 2017-2018 - Al-Rayyan 3e du Qatar en 2017-2018 - Al-Gharafa 4e du Qatar en 2017-2018 | - Al-Nasr 4e des Émirats arabes unis en 2017-2018 - Al-Nassr 3e d'Arabie saoudite en 2017-2018 - Al-Rayyan 3e du Qatar en 2017-2018 - Al-Gharafa 4e du Qatar en 2017-2018 | - Ulsan Hyundai 3e de Corée du Sud en 2018 - Shandong Luneng 3e de Chine en 2018 - Sanfrecce Hiroshima 2e du Japon en 2018 - Kashima Antlers 3e du Japon en 2018 | - Ulsan Hyundai 3e de Corée du Sud en 2018 - Shandong Luneng 3e de Chine en 2018 - Sanfrecce Hiroshima 2e du Japon en 2018 - Kashima Antlers 3e du Japon en 2018 | - Ulsan Hyundai 3e de Corée du Sud en 2018 - Shandong Luneng 3e de Chine en 2018 - Sanfrecce Hiroshima 2e du Japon en 2018 - Kashima Antlers 3e du Japon en 2018 | - Ulsan Hyundai 3e de Corée du Sud en 2018 - Shandong Luneng 3e de Chine en 2018 - Sanfrecce Hiroshima 2e du Japon en 2018 - Kashima Antlers 3e du Japon en 2018 | - Ulsan Hyundai 3e de Corée du Sud en 2018 - Shandong Luneng 3e de Chine en 2018 - Sanfrecce Hiroshima 2e du Japon en 2018 - Kashima Antlers 3e du Japon en 2018 | - Ulsan Hyundai 3e de Corée du Sud en 2018 - Shandong Luneng 3e de Chine en 2018 - Sanfrecce Hiroshima 2e du Japon en 2018 - Kashima Antlers 3e du Japon en 2018 | - Ulsan Hyundai 3e de Corée du Sud en 2018 - Shandong Luneng 3e de Chine en 2018 - Sanfrecce Hiroshima 2e du Japon en 2018 - Kashima Antlers 3e du Japon en 2018 | - Ulsan Hyundai 3e de Corée du Sud en 2018 - Shandong Luneng 3e de Chine en 2018 - Sanfrecce Hiroshima 2e du Japon en 2018 - Kashima Antlers 3e du Japon en 2018 |
| Deuxième tour | | | | | | | | | | | | | | | |
| - Zob Ahan 3e d'Iran en 2017-2018 - Saipa Karaj 4e d'Iran en 2017-2018 - AGMK Vainqueur de la coupe d'Ouzbékistan 2018 - Pakhtakor Tachkent 2e d'Ouzbékistan en 2018 - Al-Qowa Al-Jawiya 2e d'Irak en 2017-2018 - Istiqlol Douchanbé Champion de Tadjikistan en 2018 - Minerva Punjab Champion d'Inde en 2017-2018 | - Zob Ahan 3e d'Iran en 2017-2018 - Saipa Karaj 4e d'Iran en 2017-2018 - AGMK Vainqueur de la coupe d'Ouzbékistan 2018 - Pakhtakor Tachkent 2e d'Ouzbékistan en 2018 - Al-Qowa Al-Jawiya 2e d'Irak en 2017-2018 - Istiqlol Douchanbé Champion de Tadjikistan en 2018 - Minerva Punjab Champion d'Inde en 2017-2018 | - Zob Ahan 3e d'Iran en 2017-2018 - Saipa Karaj 4e d'Iran en 2017-2018 - AGMK Vainqueur de la coupe d'Ouzbékistan 2018 - Pakhtakor Tachkent 2e d'Ouzbékistan en 2018 - Al-Qowa Al-Jawiya 2e d'Irak en 2017-2018 - Istiqlol Douchanbé Champion de Tadjikistan en 2018 - Minerva Punjab Champion d'Inde en 2017-2018 | - Zob Ahan 3e d'Iran en 2017-2018 - Saipa Karaj 4e d'Iran en 2017-2018 - AGMK Vainqueur de la coupe d'Ouzbékistan 2018 - Pakhtakor Tachkent 2e d'Ouzbékistan en 2018 - Al-Qowa Al-Jawiya 2e d'Irak en 2017-2018 - Istiqlol Douchanbé Champion de Tadjikistan en 2018 - Minerva Punjab Champion d'Inde en 2017-2018 | - Zob Ahan 3e d'Iran en 2017-2018 - Saipa Karaj 4e d'Iran en 2017-2018 - AGMK Vainqueur de la coupe d'Ouzbékistan 2018 - Pakhtakor Tachkent 2e d'Ouzbékistan en 2018 - Al-Qowa Al-Jawiya 2e d'Irak en 2017-2018 - Istiqlol Douchanbé Champion de Tadjikistan en 2018 - Minerva Punjab Champion d'Inde en 2017-2018 | - Zob Ahan 3e d'Iran en 2017-2018 - Saipa Karaj 4e d'Iran en 2017-2018 - AGMK Vainqueur de la coupe d'Ouzbékistan 2018 - Pakhtakor Tachkent 2e d'Ouzbékistan en 2018 - Al-Qowa Al-Jawiya 2e d'Irak en 2017-2018 - Istiqlol Douchanbé Champion de Tadjikistan en 2018 - Minerva Punjab Champion d'Inde en 2017-2018 | - Zob Ahan 3e d'Iran en 2017-2018 - Saipa Karaj 4e d'Iran en 2017-2018 - AGMK Vainqueur de la coupe d'Ouzbékistan 2018 - Pakhtakor Tachkent 2e d'Ouzbékistan en 2018 - Al-Qowa Al-Jawiya 2e d'Irak en 2017-2018 - Istiqlol Douchanbé Champion de Tadjikistan en 2018 - Minerva Punjab Champion d'Inde en 2017-2018 | - Zob Ahan 3e d'Iran en 2017-2018 - Saipa Karaj 4e d'Iran en 2017-2018 - AGMK Vainqueur de la coupe d'Ouzbékistan 2018 - Pakhtakor Tachkent 2e d'Ouzbékistan en 2018 - Al-Qowa Al-Jawiya 2e d'Irak en 2017-2018 - Istiqlol Douchanbé Champion de Tadjikistan en 2018 - Minerva Punjab Champion d'Inde en 2017-2018 | - Newcastle Jets Second de la saison régulière d'Australie en 2017-2018 - Chiangrai United Vainqueur de la coupe de Thaïlande 2017 - Bangkok United 2e de Thaïlande en 2018 - Perak 2e de Malaisie en 2018 - Kitchee SC Champion de Hong Kong en 2017-2018 - Hà Nội Champion du Viêt Nam en 2018 | - Newcastle Jets Second de la saison régulière d'Australie en 2017-2018 - Chiangrai United Vainqueur de la coupe de Thaïlande 2017 - Bangkok United 2e de Thaïlande en 2018 - Perak 2e de Malaisie en 2018 - Kitchee SC Champion de Hong Kong en 2017-2018 - Hà Nội Champion du Viêt Nam en 2018 | - Newcastle Jets Second de la saison régulière d'Australie en 2017-2018 - Chiangrai United Vainqueur de la coupe de Thaïlande 2017 - Bangkok United 2e de Thaïlande en 2018 - Perak 2e de Malaisie en 2018 - Kitchee SC Champion de Hong Kong en 2017-2018 - Hà Nội Champion du Viêt Nam en 2018 | - Newcastle Jets Second de la saison régulière d'Australie en 2017-2018 - Chiangrai United Vainqueur de la coupe de Thaïlande 2017 - Bangkok United 2e de Thaïlande en 2018 - Perak 2e de Malaisie en 2018 - Kitchee SC Champion de Hong Kong en 2017-2018 - Hà Nội Champion du Viêt Nam en 2018 | - Newcastle Jets Second de la saison régulière d'Australie en 2017-2018 - Chiangrai United Vainqueur de la coupe de Thaïlande 2017 - Bangkok United 2e de Thaïlande en 2018 - Perak 2e de Malaisie en 2018 - Kitchee SC Champion de Hong Kong en 2017-2018 - Hà Nội Champion du Viêt Nam en 2018 | - Newcastle Jets Second de la saison régulière d'Australie en 2017-2018 - Chiangrai United Vainqueur de la coupe de Thaïlande 2017 - Bangkok United 2e de Thaïlande en 2018 - Perak 2e de Malaisie en 2018 - Kitchee SC Champion de Hong Kong en 2017-2018 - Hà Nội Champion du Viêt Nam en 2018 | - Newcastle Jets Second de la saison régulière d'Australie en 2017-2018 - Chiangrai United Vainqueur de la coupe de Thaïlande 2017 - Bangkok United 2e de Thaïlande en 2018 - Perak 2e de Malaisie en 2018 - Kitchee SC Champion de Hong Kong en 2017-2018 - Hà Nội Champion du Viêt Nam en 2018 | - Newcastle Jets Second de la saison régulière d'Australie en 2017-2018 - Chiangrai United Vainqueur de la coupe de Thaïlande 2017 - Bangkok United 2e de Thaïlande en 2018 - Perak 2e de Malaisie en 2018 - Kitchee SC Champion de Hong Kong en 2017-2018 - Hà Nội Champion du Viêt Nam en 2018 |
| Premier tour | | | | | | | | | | | | | | | |
| - Al-Wehdat Champion de Jordanie en 2017-2018 - Al-Kuwait Champion de Koweït en 2017-2018 | - Al-Wehdat Champion de Jordanie en 2017-2018 - Al-Kuwait Champion de Koweït en 2017-2018 | - Al-Wehdat Champion de Jordanie en 2017-2018 - Al-Kuwait Champion de Koweït en 2017-2018 | - Al-Wehdat Champion de Jordanie en 2017-2018 - Al-Kuwait Champion de Koweït en 2017-2018 | - Al-Wehdat Champion de Jordanie en 2017-2018 - Al-Kuwait Champion de Koweït en 2017-2018 | - Al-Wehdat Champion de Jordanie en 2017-2018 - Al-Kuwait Champion de Koweït en 2017-2018 | - Al-Wehdat Champion de Jordanie en 2017-2018 - Al-Kuwait Champion de Koweït en 2017-2018 | - Al-Wehdat Champion de Jordanie en 2017-2018 - Al-Kuwait Champion de Koweït en 2017-2018 | - Ceres-Negros Champion de Philippines en 2018 - Home United Vice-champion de Singapour en 2018 - Persija Jakarta Vice-Champion d'Indonésie en 2018 - Yangon United Champion de Birmanie en 2018 | - Ceres-Negros Champion de Philippines en 2018 - Home United Vice-champion de Singapour en 2018 - Persija Jakarta Vice-Champion d'Indonésie en 2018 - Yangon United Champion de Birmanie en 2018 | - Ceres-Negros Champion de Philippines en 2018 - Home United Vice-champion de Singapour en 2018 - Persija Jakarta Vice-Champion d'Indonésie en 2018 - Yangon United Champion de Birmanie en 2018 | - Ceres-Negros Champion de Philippines en 2018 - Home United Vice-champion de Singapour en 2018 - Persija Jakarta Vice-Champion d'Indonésie en 2018 - Yangon United Champion de Birmanie en 2018 | - Ceres-Negros Champion de Philippines en 2018 - Home United Vice-champion de Singapour en 2018 - Persija Jakarta Vice-Champion d'Indonésie en 2018 - Yangon United Champion de Birmanie en 2018 | - Ceres-Negros Champion de Philippines en 2018 - Home United Vice-champion de Singapour en 2018 - Persija Jakarta Vice-Champion d'Indonésie en 2018 - Yangon United Champion de Birmanie en 2018 | - Ceres-Negros Champion de Philippines en 2018 - Home United Vice-champion de Singapour en 2018 - Persija Jakarta Vice-Champion d'Indonésie en 2018 - Yangon United Champion de Birmanie en 2018 | - Ceres-Negros Champion de Philippines en 2018 - Home United Vice-champion de Singapour en 2018 - Persija Jakarta Vice-Champion d'Indonésie en 2018 - Yangon United Champion de Birmanie en 2018 |

## Calendrier
| Nom                                             | Tirage au sort   | Date aller                               | Date retour                                  | Équipes participantes | Équipes restantes |
| Barrages                                        | Barrages         | Barrages                                 | Barrages                                     | Barrages              | Barrages          |
| ----------------------------------------------- | ---------------- | ---------------------------------------- | -------------------------------------------- | --------------------- | ----------------- |
| Premier tour                                    |                  | 5 février 2019                           | 5 février 2019                               | 2                     | 1                 |
| Deuxième tour                                   |                  | 12 février 2019                          | 12 février 2019                              | 11                    | 6                 |
| Troisième tour                                  |                  | 19 février 2019                          | 19 février 2019                              | 16                    | 8                 |
| Phase de groupes                                |                  |                                          |                                              |                       |                   |
| Journées 1 et 4 Journées 2 et 5 Journées 3 et 6 | décembre 2018    | 4-6 mars 2019 11-13 mars 8-10 avril 2019 | 22-24 avril 2019 6-8 mai 2019 20-22 mai 2019 | 32                    | 32 à 16           |
| Phase finale                                    |                  |                                          |                                              |                       |                   |
| Huitièmes de finale                             |                  | 17-19 juin 2019                          | 24-26 juin 2019                              | 16                    | 16 à 8            |
| Quarts de finale                                |                  | 26-28 août 2019                          | 16-18 septembre 2019                         | 8                     | 8 à 4             |
| Demi-finales                                    | 1-2 octobre 2019 | 22-23 octobre 2019                       | 4                                            | 4 à 2                 |                   |
| Finale                                          | 9 novembre 2019  | 24 novembre 2019                         | 2                                            | 2 à 1                 |                   |

## Barrages
| Asie de l'Ouest    | Asie de l'Ouest | Asie de l'Ouest    | Asie de l'Ouest | Asie de l'Ouest | Asie de l'Ouest | Asie de l'Ouest | Asie de l'Ouest |
| Club               | Score           | Club               |                 |                 |                 |                 |                 |
| Premier tour       | Premier tour    | Premier tour       | Premier tour    | Premier tour    | Premier tour    | Premier tour    | Premier tour    |
| ------------------ | --------------- | ------------------ | --------------- | --------------- | --------------- | --------------- | --------------- |
| Al-Weehdat         | 2 - 3           | Koweït SC          |                 |                 |                 |                 |                 |
| Deuxième tour      |                 |                    |                 |                 |                 |                 |                 |
| Pakhtakor Tachkent | 2 - 1           | Al-Qowa Al-Jawiya  |                 |                 |                 |                 |                 |
| FK AGMK            | 4 - 2           | Istiqlol Douchanbé |                 |                 |                 |                 |                 |
| Saïpa              | 4 - 0           | Minerva Punjab     |                 |                 |                 |                 |                 |
| Zob Ahan           | 1 - 0 (a. p.)   | Koweït SC          |                 |                 |                 |                 |                 |
| Troisième tour     |                 |                    |                 |                 |                 |                 |                 |
| Al-Nasr Dubaï      | 1-2             | Pakhtakor Tachkent |                 |                 |                 |                 |                 |
| Al-Nasr Riyad      | 4-0             | FK AGMK            |                 |                 |                 |                 |                 |
| Al Rayyan          | 3-1             | Saïpa              |                 |                 |                 |                 |                 |
| Al-Gharafa SC      | 2-3             | Zob Ahan           |                 |                 |                 |                 |                 |

| Asie de l'Est           | Asie de l'Est                    | Asie de l'Est    | Asie de l'Est | Asie de l'Est | Asie de l'Est | Asie de l'Est | Asie de l'Est |
| Club                    | Score                            | Club             |               |               |               |               |               |
| Premier tour            | Premier tour                     | Premier tour     | Premier tour  | Premier tour  | Premier tour  | Premier tour  | Premier tour  |
| ----------------------- | -------------------------------- | ---------------- | ------------- | ------------- | ------------- | ------------- | ------------- |
| Ceres-Negros FC         | 1 - 2                            | Yangon United    |               |               |               |               |               |
| Home United             | 1 - 3                            | Persija Jakarta  |               |               |               |               |               |
| Deuxième tour           |                                  |                  |               |               |               |               |               |
| Perak FA                | 1 - 1 (a. p.) (t. a. b. : 6 - 5) | Kitchee          |               |               |               |               |               |
| Bangkok United          | 0 - 1                            | T&T Hanoi        |               |               |               |               |               |
| Chiangrai United        | 3 - 1                            | Yangon United    |               |               |               |               |               |
| Newcastle Jets          | 3 - 1 ap                         | Persija Jakarta  |               |               |               |               |               |
| Troisième tour          |                                  |                  |               |               |               |               |               |
| Ulsan Hyundai           | 5 - 1                            | Perak FA         |               |               |               |               |               |
| Shandong Luneng Taishan | 4 - 1                            | T&T Hanoi        |               |               |               |               |               |
| Sanfrecce Hiroshima     | 0 - 0 (a. p.) (t. a. b. : 4 - 3) | Chiangrai United |               |               |               |               |               |
| Kashima Antlers         | 4 - 1                            | Newcastle Jets   |               |               |               |               |               |

- Qualifié pour la phase de groupes

### Premier tour
Région Ouest
| 5 février 2019 | Al-Weehdat                  | 2 - 3 | Koweït SC                        | Stade Roi Abdullah II, Amman                 |                                              |
| 19h00 UTC+2    | Al-Dardour 10e · Murjan 31e | (1-2) | Zayid 38e 44e (pen.) · Saeed 68e | Spectateurs : 8 313 Arbitrage : Kim Dae-yong | Spectateurs : 8 313 Arbitrage : Kim Dae-yong |

Région Est
| 5 février 2019 | Ceres-Negros FC | 1-2   | Yangon United                   | Panaad Park and Sports Complex, Bacolod           |                                                   |
| 19h30 UTC+8    | Schröck 44e     | (1-1) | Miller 29e · Kaung Htet Soe 59e | Spectateurs : 7 029 Arbitrage : Masoud Tufayelieh | Spectateurs : 7 029 Arbitrage : Masoud Tufayelieh |

| 5 février 2019 | Home United       | 1-3   | Persija Jakarta                             | Stade Bishan, Singapour                           |                                                   |
| 19h30 UTC+8    | Song Ui-young 43e | (1-1) | Ho Wai Loon 9e (csc) · Beto 54e · Šimić 84e | Spectateurs : 1 893 Arbitrage : Yaqoob Abdul Baki | Spectateurs : 1 893 Arbitrage : Yaqoob Abdul Baki |

### Deuxième tour
Région Ouest
| 12 février 2019 | Pakhtakor Tachkent           | 2 - 1 | Al-Qowa Al-Jawiya | Stade central Pakhtakor, Tachkent |                         |
| 15h00 UTC+5     | Masharipov 76e · Bikmaev 84e | (0-0) | Ahmad 87e         | Arbitrage : Kim Hee-gon           | Arbitrage : Kim Hee-gon |

| 12 février 2019 | AGMK                                                   | 4 - 2 | Istiqlol Douchanbé      | AGMK Stadium, Olmaliq      |                            |
| 16h00 UTC+5     | Juraev 25e · Shikhov 72e · Khakimov 78e · Polvonov 82e |       | Hasan 2e · Kimsanov 62e | Arbitrage : Jarred Gillett | Arbitrage : Jarred Gillett |

| 12 février 2019 | Saïpa                                             | 4 - 0 | Minerva Punjab | Stade de Shahr-e Qods, Qods |                            |
| 17h10 UTC+3:30  | Rezavand 8e 81e (pen.) · Ramezani 24e · Sarpo 73e |       |                | Arbitrage : Yudai Yamamoto  | Arbitrage : Yudai Yamamoto |

| 12 février 2019 | Zob Ahan      | 1 - 0 a. p. | Koweït SC | Stade Foulad Shahr, Isfahan |                         |
| 19h00 UTC+3:30  | Osaguona 110e |             |           | Arbitrage : Minoru Tōjō     | Arbitrage : Minoru Tōjō |

Région Est
| 12 février 2019 | Perak                                                            | 1-1 a. p.         | Kitchee                                                                | Stade Perak, Ipoh        |                          |
| 21h00 UTC+8     | Wander 14e                                                       | (1-0)             | Li Ngai Hoi 88e                                                        | Arbitrage : Hanna Hattab | Arbitrage : Hanna Hattab |
| 21h00 UTC+8     | Wander · Amirul · Parthiban · Leandro · Gilmar · Shahrul · Kenny | Tirs au but 6 - 5 | Tarrés · Silva · Vadócz · Hélio · Li Ngai Hoi · Tong Kin Man · Cancela | Arbitrage : Hanna Hattab | Arbitrage : Hanna Hattab |

| 12 février 2019 | Bangkok United | 0 - 1 | T&T Hanoi                   | Stade Thammasat, Pathum Thani |                               |
| 19h00 UTC+7     |                |       | Nguyễn Văn Quyết 89e (pen.) | Arbitrage : Mooud Bonyadifard | Arbitrage : Mooud Bonyadifard |

| 12 février 2019 | Chiangrai United                         | 3 - 1 | Yangon United     | Stade Singha, Chiang Rai |                        |
| 19h00 UTC+7     | Lee Yong-rae 12e · Suriya 38e · Bill 86e | (2-1) | Pyae Phyo Zaw 36e | Arbitrage : Jansen Foo   | Arbitrage : Jansen Foo |

| 12 février 2019 | Newcastle United Jets                      | 3–1 a. p. | Persija Jakarta | Newcastle International Sports Centre, Newcastle, Nouvelle-Galles du Sud |                         |
| 19h00 UTC+11    | Vargas 49e · Boogaard 101e · Ridenton 120e | (0-0)     | Lestaluhu 72e   | Arbitrage : Aziz Asimov                                                  | Arbitrage : Aziz Asimov |

### Troisième tour
Région Ouest
| 19 février 2019 | Al Nasr Dubaï      | 1-2   | Pakhtakor Tachkent             | Stade Al-Maktoum, Dubaï                    |                                            |
| 19h00 UTC+4     | Negredo 59e (pen.) | (0-1) | Ćeran 31e (pen.) · Bikmoev 50e | Spectateurs : 4 254 Arbitrage : Ryuji Sato | Spectateurs : 4 254 Arbitrage : Ryuji Sato |

| 19 février 2019 | Al-Nasr Riyad                                           | 4-0   | AGMK | Stade international du Roi-Fahd, Riyad        |                                               |
| 18h00 UTC+3     | Hawsawi 55e · Al-Ghanam 62e · Giuliano 80e (goal) 90+3e | (0-0) |      | Spectateurs : 6 915 Arbitrage : Muhammad Taqi | Spectateurs : 6 915 Arbitrage : Muhammad Taqi |

| 19 février 2019 | Al-Rayyan SC                     | 3-1   | Saïpa       | Stade Ahmed-ben-Ali, Doha               |                                         |
| 18h00 UTC+3     | Rivas 27e (goal) 90e · Soria 89e | (1-1) | Ramezani 3e | Spectateurs : 1 416 Arbitrage : Ma Ning | Spectateurs : 1 416 Arbitrage : Ma Ning |

| 19 février 2019 | Al-Gharafa SC              | 2-3   | Zob Ahan                                     | Thani bin Jassim Stadium, Doha            |                                           |
| 18h00 UTC+3     | Alaaeldin 21e · Taremi 36e | (2-0) | Osaguona 47e · Motahari 63e · Nejadmehdi 79e | Spectateurs : 677 Arbitrage : Chris Beath | Spectateurs : 677 Arbitrage : Chris Beath |

Région Est
| 19 février 2019 | Ulsan Hyundai                                                                              | 5 - 1 | Perak FA         | Stade de football d'Ulsan Munsu, Ulsan                |                                                       |
| 19h30 UTC+9     | Amirul Azahan Aznan 23e (csc) · Diskreud 56e 58e · Lee Dong-gyeong 70e · Junior Negrão 87e | (1-0) | Najirul Naim 90e | Spectateurs : 2 178 Arbitrage : Abdulrahman Al-Jassim | Spectateurs : 2 178 Arbitrage : Abdulrahman Al-Jassim |

| 19 février 2019 | Shandong Luneng Taishan                                           | 4 - 1 | T&T Hanoi            | Stade olympique de Jinan, Jinan                     |                                                     |
| 15h30 UTC+8     | Liu Junshuai 65e · Pellè 73e · Liu Binbin 86e · Zhou Haibin 90+2e | (0-1) | Nguyễn Văn Quyết 39e | Spectateurs : 12 169 Arbitrage : Valentin Kovalenko | Spectateurs : 12 169 Arbitrage : Valentin Kovalenko |

| 19 février 2019 | Sanfrecce Hiroshima                            | 0 - 0 a. p.     | Chiangrai United                                                                                         | Hiroshima Big Arch, Hiroshima                   |                                                 |
| 19h00 UTC+9     |                                                | (0-0)           | | Spectateurs : 2 570 Arbitrage : Nawaf Shukralla | Spectateurs : 2 570 Arbitrage : Nawaf Shukralla |
| 19h00 UTC+9     | Patric · Kashiwa · Nogami · Kawabe · Matsumoto | Tirs au but 4-3 | Rogimar Amancil · Tanasak Srisai · Phitiwak Sukjitthammakul · Chaiyawat Buran · Peerapong Pichitchotirat | Spectateurs : 2 570 Arbitrage : Nawaf Shukralla | Spectateurs : 2 570 Arbitrage : Nawaf Shukralla |

| 19 février 2019 | Kashima Antlers                                  | 4 - 1 | Newcastle United Jets | Kashima Soccer Stadium, Kashima                                 |                                                                 |
| 19h00 UTC+9     | Ito 18e · Yamamoto 32e · Sergio 67e (pen.) 90+1e | (2-1) | Vargas 23e            | Spectateurs : 5 477 Arbitrage : Mohammed Abdulla Hassan Mohamed | Spectateurs : 5 477 Arbitrage : Mohammed Abdulla Hassan Mohamed |

## Matchs et classements
Les jours de match sont les 4-6 mars, les 11-13 mars, les 8-10 avril, les 22-24 avril, les 6-8 mai et les 20-22 mai 2019.

### Critères de départage
Selon l'article 10.5 du règlement de la compétition, en cas d’égalité de points de plusieurs équipes à l'issue des matches de groupe, les critères suivants sont appliqués dans l'ordre indiqué pour établir leur
classement :
1. plus grand nombre de points obtenus dans les matches de groupe disputés entre les équipes concernées ;
2. meilleure différence de buts dans les matches du groupe disputés entre les équipes concernées;
3. plus grand nombre de buts marqués dans les matches du groupe disputés entre les équipes concernées;
4. plus grand nombre de buts marqués à l’extérieur dans les matches du groupe disputés entre les équipes concernées;
5. si, après l’application des critères 1 à 4, plusieurs équipes sont toujours à égalité, les critères 1 à 4 sont à nouveau appliqués exclusivement aux matches entre les équipes concernées afin de déterminer leur classement final. Si cette procédure ne donne pas de résultat, les critères 6 à 12 s’appliquent;
6. meilleure différence de buts dans tous les matches du groupe;
7. plus grand nombre de buts marqués dans tous les matches du groupe;
8. [tirs au but], si deux équipes seulement sont impliquées et qu'elles se sont rencontrés au dernier tour du groupe;
9. plus faible total de points disciplinaires sur la base uniquement des cartons jaunes et des cartons rouges reçus durant tous les matches du groupe (carton rouge = 3 points, carton jaune = 1 point, expulsion pour deux cartons jaunes au cours d'un match = 3 points);
10. meilleur classement de la fédération à laquelle appartient l'équipe.

Légende des classements
- Qualifié pour les huitièmes de finale

Légende des résultats
- Victoire à domicile
- Match nul
- Victoire à l'extérieur

### Groupe A
| Rang | Équipe        | Pts | J | G | N | P | Bp | Bc | Diff |  | Résultats (▼ dom., ► ext.) |     |     |     |     |
| ---- | ------------- | --- | - | - | - | - | -- | -- | ---- |  | -------------------------- | --- | --- | --- | --- |
| 1    | Zob Ahan      | 12  | 6 | 3 | 3 | 0 | 10 | 5  | +5   |  | Zob Ahan                   |     | 0-0 | 0-0 | 2-0 |
| 2    | Al-Nasr Riyad | 10  | 6 | 3 | 1 | 2 | 11 | 7  | +4   |  | Al-Nasr Riyad              | 2-3 |     | 4-1 | 3-1 |
| 3    | Al-Zawraa     | 8   | 6 | 2 | 2 | 2 | 14 | 9  | +5   |  | Al-Zawraa                  | 2-2 | 1-2 |     | 5-0 |
| 4    | Al-Wasl       | 3   | 6 | 1 | 0 | 5 | 4  | 18 | -14  |  | Al-Wasl                    | 1-3 | 1-0 | 1-5 |     |

### Groupe B
| Rang | Équipe             | Pts | J | G | N | P | Bp | Bc | Diff |  | Résultats (▼ dom., ► ext.) |     |     |     |     |
| ---- | ------------------ | --- | - | - | - | - | -- | -- | ---- |  | -------------------------- | --- | --- | --- | --- |
| 1    | Al-Wahda           | 13  | 6 | 4 | 1 | 1 | 14 | 9  | +5   |  | Al-Wahda                   |     | 4-1 | 3-1 | 4-3 |
| 2    | Al-Ittihad         | 11  | 6 | 3 | 2 | 1 | 13 | 9  | +4   |  | Al-Ittihad                 | 1-1 |     | 3-2 | 5-1 |
| 3    | Lokomotiv Tachkent | 7   | 6 | 2 | 1 | 3 | 10 | 11 | -1   |  | Lokomotiv Tachkent         | 2-0 | 1-1 |     | 3-2 |
| 4    | Al Rayyan          | 3   | 6 | 1 | 0 | 5 | 9  | 17 | -8   |  | Al Rayyan                  | 1-2 | 0-2 | 2-1 |     |

### Groupe C
| Rang | Équipe    | Pts | J | G | N | P | Bp | Bc | Diff |  | Résultats (▼ dom., ► ext.) |     |     |     |     |
| ---- | --------- | --- | - | - | - | - | -- | -- | ---- |  | -------------------------- | --- | --- | --- | --- |
| 1    | Al-Hilal  | 13  | 6 | 4 | 1 | 1 | 10 | 5  | +5   |  | Al-Hilal                   |     | 3-1 | 1-0 | 2-0 |
| 2    | Al-Duhail | 9   | 6 | 2 | 3 | 1 | 11 | 8  | +3   |  | Al-Duhail                  | 2-2 |     | 3-0 | 2-2 |
| 3    | Esteghlal | 8   | 6 | 2 | 2 | 2 | 4  | 7  | -3   |  | Esteghlal                  | 2-1 | 1-1 |     | 1-1 |
| 4    | Al Ain    | 2   | 6 | 0 | 2 | 4 | 3  | 8  | -5   |  | Al Ain                     | 0-1 | 0-2 | 1-2 |     |

### Groupe D
| Rang | Équipe             | Pts | J | G | N | P | Bp | Bc | Diff |  | Résultats (▼ dom., ► ext.) |     |     |     |     |
| ---- | ------------------ | --- | - | - | - | - | -- | -- | ---- |  | -------------------------- | --- | --- | --- | --- |
| 1    | Al-Sadd            | 10  | 6 | 3 | 1 | 2 | 7  | 8  | -1   |  | Al-Sadd                    |     | 2-1 | 2-1 | 1-0 |
| 2    | Al-Ahli            | 9   | 6 | 3 | 0 | 3 | 7  | 7  | 0    |  | Al-Ahli                    | 2-0 |     | 2-1 | 2-1 |
| 3    | Pakhtakor Tachkent | 8   | 6 | 2 | 2 | 2 | 7  | 7  | 0    |  | Pakhtakor Tachkent         | 2-2 | 1-0 |     | 1-0 |
| 4    | Persépolis         | 7   | 6 | 2 | 1 | 3 | 6  | 5  | +1   |  | Persépolis                 | 2-0 | 1-1 | 2-0 |     |

### Groupe E
| Rang | Équipe                  | Pts | J | G | N | P | Bp | Bc | Diff |  | Résultats (▼ dom., ► ext.) |     |     |     |     |
| ---- | ----------------------- | --- | - | - | - | - | -- | -- | ---- |  | -------------------------- | --- | --- | --- | --- |
| 1    | Shandong Luneng Taishan | 11  | 6 | 3 | 2 | 1 | 10 | 8  | +2   |  | Shandong Luneng Taishan    |     | 2-2 | 2-1 | 2-1 |
| 2    | Kashima Antlers         | 10  | 6 | 3 | 1 | 2 | 9  | 8  | +1   |  | Kashima Antlers            | 2-1 |     | 0-1 | 2-1 |
| 3    | Gyeongnam FC            | 8   | 6 | 2 | 2 | 2 | 9  | 8  | +1   |  | Gyeongnam FC               | 2-2 | 2-3 |     | 2-0 |
| 4    | Johor Darul Ta'zim      | 4   | 6 | 1 | 1 | 4 | 4  | 8  | -4   |  | Johor Darul Ta'zim         | 0-1 | 1-0 | 1-1 |     |

### Groupe F
| Rang | Équipe               | Pts | J | G | N | P | Bp | Bc | Diff |  | Résultats (▼ dom., ► ext.) |     |     |     |     |
| ---- | -------------------- | --- | - | - | - | - | -- | -- | ---- |  | -------------------------- | --- | --- | --- | --- |
| 1    | Sanfrecce Hiroshima  | 15  | 6 | 5 | 0 | 1 | 9  | 4  | +5   |  | Sanfrecce Hiroshima        |     | 1-0 | 2-0 | 2-1 |
| 2    | Guangzhou Evergrande | 10  | 6 | 3 | 1 | 2 | 9  | 5  | +4   |  | Guangzhou Evergrande       | 2-0 |     | 1-0 | 4-0 |
| 3    | Daegu FC             | 9   | 6 | 3 | 0 | 3 | 10 | 6  | +4   |  | Daegu FC                   | 0-1 | 3-1 |     | 4-0 |
| 4    | Melbourne Victory    | 1   | 6 | 0 | 1 | 5 | 4  | 17 | -13  |  | Melbourne Victory          | 1-3 | 1-1 | 1-3 |     |

### Groupe G
| Rang | Équipe                 | Pts | J | G | N | P | Bp | Bc | Diff |  | Résultats (▼ dom., ► ext.) |     |     |     |     |
| ---- | ---------------------- | --- | - | - | - | - | -- | -- | ---- |  | -------------------------- | --- | --- | --- | --- |
| 1    | Jeonbuk Hyundai Motors | 13  | 6 | 4 | 1 | 1 | 7  | 3  | +4   |  | Jeonbuk Hyundai Motors     |     | 2-1 | 3-1 | 0-0 |
| 2    | Urawa Reds             | 10  | 6 | 3 | 1 | 2 | 9  | 4  | +5   |  | Urawa Reds                 | 0-1 |     | 3-0 | 3-0 |
| 3    | Beijing Sinobo Guoan   | 7   | 6 | 2 | 1 | 3 | 6  | 8  | -2   |  | Beijing Sinobo Guoan       | 0-1 | 0-0 |     | 2-0 |
| 4    | Buriram United         | 4   | 6 | 1 | 1 | 4 | 3  | 10 | -7   |  | Buriram United             | 1-0 | 1-2 | 1-3 |     |

### Groupe H
| Rang | Équipe            | Pts | J | G | N | P | Bp | Bc | Diff |  | Résultats (▼ dom., ► ext.) |     |     |     |     |
| ---- | ----------------- | --- | - | - | - | - | -- | -- | ---- |  | -------------------------- | --- | --- | --- | --- |
| 1    | Ulsan Hyundai     | 11  | 6 | 3 | 2 | 1 | 5  | 7  | -2   |  | Ulsan Hyundai              |     | 1-0 | 1-0 | 1-0 |
| 2    | Shanghai SIPG     | 9   | 6 | 2 | 3 | 1 | 13 | 8  | +5   |  | Shanghai SIPG              | 5-0 |     | 1-0 | 2-2 |
| 3    | Kawasaki Frontale | 8   | 6 | 2 | 2 | 2 | 9  | 6  | +3   |  | Kawasaki Frontale          | 2-2 | 2-2 |     | 1-0 |
| 4    | Sydney FC         | 3   | 6 | 0 | 3 | 3 | 5  | 11 | -6   |  | Sydney FC                  | 0-0 | 3-3 | 0-4 |     |

## Phase finale
Les huit premiers et les huit deuxièmes de chaque groupe participent à la phase finale, qui débute par les huitièmes de finale. En cas d'égalité entre deux ou plusieurs équipes, le classement est déterminé d'abord par la différence de points particulière entre les équipes à égalité puis la différence de buts particulière. Les premiers sont têtes de série et reçoivent pour le match retour contrairement aux seconds.
| Groupe | 1er de groupe – Tête de série | 2e de groupe – Non-tête de série |
| ------ | ----------------------------- | -------------------------------- |
| A      | Zob Ahan                      | Al-Nasr Riyad                    |
| B      | Al-Wahda                      | Al-Ittihad                       |
| C      | Al-Hilal                      | Al-Duhail                        |
| D      | Al-Sadd                       | Al-Ahli                          |
| E      | Shandong Luneng               | Kashima Antlers                  |
| F      | Sanfrecce Hiroshima           | Guangzhou Evergrande             |
| G      | Jeonbuk Hyundai Motors        | Urawa Red Diamonds               |
| H      | Ulsan Hyundai                 | Shanghai SIPG                    |

### Tableau final
|  | Huitièmes de finale         | Huitièmes de finale         | Huitièmes de finale         | Huitièmes de finale         |                             |                             | Quarts de finale | Quarts de finale | Quarts de finale | Quarts de finale |  |  | Demi-finales | Demi-finales | Demi-finales | Demi-finales |  |  | Finale | Finale | Finale | Finale |
|  |                             |                             |                             |                             |                             |                             |                  |                  |                  |                  |  |  |              |              |              |              |  |  |        |        |        |        |
|  |                             |                             |                             |                             |                             |                             |                  |                  |                  |                  |  |  |              |              |              |              |  |  |        |        |        |        |
|  | Al-Nasr Riyad               | Al-Nasr Riyad               | 1                           | 3                           |                             |                             |                  |                  |                  |                  |  |  |              |              |              |              |  |  |        |        |        |        |
|  | Al-Nasr Riyad               | Al-Nasr Riyad               | 1                           | 3                           |                             |                             |                  |                  |                  |                  |  |  |              |              |              |              |  |  |        |        |        |        |
|  | Al-Wahda                    | Al-Wahda                    | 1                           | 2                           |                             |                             |                  |                  |                  |                  |  |  |              |              |              |              |  |  |        |        |        |        |
|  | Al-Wahda                    | Al-Wahda                    | 1                           | 2                           | Al-Nasr Riyad               | Al-Nasr Riyad               | 2                | 1                |                  |                  |  |  |              |              |              |              |  |  |        |        |        |        |
|  |                             |                             |                             |                             | Al-Nasr Riyad               | Al-Nasr Riyad               | 2                | 1                |                  |                  |  |  |              |              |              |              |  |  |        |        |        |        |
|  |                             |                             | Al-Sadd                     | Al-Sadd                     | 1                           | 3                           |                  |                  |                  |                  |  |  |              |              |              |              |  |  |        |        |        |        |
|  | Al-Duhaïl                   | Al-Duhaïl                   | Al-Sadd                     | Al-Sadd                     | 1                           | 3                           | 1                | 1                |                  |                  |  |  |              |              |              |              |  |  |        |        |        |        |
|  | Al-Duhaïl                   | Al-Duhaïl                   |                             |                             |                             |                             |                  | 1                |                  |                  |  |  |              |              |              |              |  |  |        |        |        |        |
|  | Al-Sadd                     | Al-Sadd                     | 1                           | 3                           |                             |                             |                  |                  |                  |                  |  |  |              |              |              |              |  |  |        |        |        |        |
|  | Al-Sadd                     | Al-Sadd                     | 1                           | 3                           | Al-Sadd                     | Al-Sadd                     | 1                | 4                |                  |                  |  |  |              |              |              |              |  |  |        |        |        |        |
|  |                             |                             |                             |                             | Al-Sadd                     | Al-Sadd                     | 1                | 4                |                  |                  |  |  |              |              |              |              |  |  |        |        |        |        |
|  |                             |                             | Al-Hilal                    | Al-Hilal                    | 4                           | 2                           |                  |                  |                  |                  |  |  |              |              |              |              |  |  |        |        |        |        |
|  | Al-Ittihad                  | Al-Ittihad                  | Al-Hilal                    | Al-Hilal                    | 4                           | 2                           | 2                | 4                |                  |                  |  |  |              |              |              |              |  |  |        |        |        |        |
|  | Al-Ittihad                  | Al-Ittihad                  |                             |                             |                             |                             |                  | 4                |                  |                  |  |  |              |              |              |              |  |  |        |        |        |        |
|  | Zob Ahan                    | Zob Ahan                    | 1                           | 3                           |                             |                             |                  |                  |                  |                  |  |  |              |              |              |              |  |  |        |        |        |        |
|  | Zob Ahan                    | Zob Ahan                    | 1                           | 3                           | Al-Ittihad                  | Al-Ittihad                  | 0                | 1                |                  |                  |  |  |              |              |              |              |  |  |        |        |        |        |
|  |                             |                             |                             |                             | Al-Ittihad                  | Al-Ittihad                  | 0                | 1                |                  |                  |  |  |              |              |              |              |  |  |        |        |        |        |
|  |                             |                             | Al-Hilal                    | Al-Hilal                    | 0                           | 3                           |                  |                  |                  |                  |  |  |              |              |              |              |  |  |        |        |        |        |
|  | Al-Ahli                     | Al-Ahli                     | Al-Hilal                    | Al-Hilal                    | 0                           | 3                           | 2                | 1                |                  |                  |  |  |              |              |              |              |  |  |        |        |        |        |
|  | Al-Ahli                     | Al-Ahli                     |                             |                             |                             |                             |                  | 1                |                  |                  |  |  |              |              |              |              |  |  |        |        |        |        |
|  | Al-Hilal                    | Al-Hilal                    | 4                           | 0                           |                             |                             |                  |                  |                  |                  |  |  |              |              |              |              |  |  |        |        |        |        |
|  | Al-Hilal                    | Al-Hilal                    | 4                           | 0                           | Al-Hilal                    | Al-Hilal                    | 1                | 2                |                  |                  |  |  |              |              |              |              |  |  |        |        |        |        |
|  |                             |                             |                             |                             | Al-Hilal                    | Al-Hilal                    | 1                | 2                |                  |                  |  |  |              |              |              |              |  |  |        |        |        |        |
|  |                             |                             | Urawa Red Diamonds          | Urawa Red Diamonds          | 0                           | 0                           |                  |                  |                  |                  |  |  |              |              |              |              |  |  |        |        |        |        |
|  | Shanghai SIPG               | Shanghai SIPG               | Urawa Red Diamonds          | Urawa Red Diamonds          | 0                           | 0                           | 1                | 1 (5)            |                  |                  |  |  |              |              |              |              |  |  |        |        |        |        |
|  | Shanghai SIPG               | Shanghai SIPG               |                             |                             |                             |                             |                  | 1 (5)            |                  |                  |  |  |              |              |              |              |  |  |        |        |        |        |
|  | Jeonbuk Hyundai Motors      | Jeonbuk Hyundai Motors      | 1                           | 1 (3)                       |                             |                             |                  |                  |                  |                  |  |  |              |              |              |              |  |  |        |        |        |        |
|  | Jeonbuk Hyundai Motors      | Jeonbuk Hyundai Motors      | 1                           | 1 (3)                       | Shanghai SIPG               | Shanghai SIPG               | 2                | 1                |                  |                  |  |  |              |              |              |              |  |  |        |        |        |        |
|  |                             |                             |                             |                             | Shanghai SIPG               | Shanghai SIPG               | 2                | 1                |                  |                  |  |  |              |              |              |              |  |  |        |        |        |        |
|  |                             |                             | Urawa Red Diamonds          | Urawa Red Diamonds          | 2                           | 1E                          |                  |                  |                  |                  |  |  |              |              |              |              |  |  |        |        |        |        |
|  | Urawa Red Diamonds          | Urawa Red Diamonds          | Urawa Red Diamonds          | Urawa Red Diamonds          | 2                           | 1E                          | 1                | 3                |                  |                  |  |  |              |              |              |              |  |  |        |        |        |        |
|  | Urawa Red Diamonds          | Urawa Red Diamonds          |                             |                             |                             |                             |                  | 3                |                  |                  |  |  |              |              |              |              |  |  |        |        |        |        |
|  | Ulsan Hyundai               | Ulsan Hyundai               | 2                           | 0                           |                             |                             |                  |                  |                  |                  |  |  |              |              |              |              |  |  |        |        |        |        |
|  | Ulsan Hyundai               | Ulsan Hyundai               | 2                           | 0                           | Urawa Red Diamonds          | Urawa Red Diamonds          | 2                | 1                |                  |                  |  |  |              |              |              |              |  |  |        |        |        |        |
|  |                             |                             |                             |                             | Urawa Red Diamonds          | Urawa Red Diamonds          | 2                | 1                |                  |                  |  |  |              |              |              |              |  |  |        |        |        |        |
|  |                             |                             | Guangzhou Evergrande Taobao | Guangzhou Evergrande Taobao | 0                           | 0                           |                  |                  |                  |                  |  |  |              |              |              |              |  |  |        |        |        |        |
|  | Guangzhou Evergrande Taobao | Guangzhou Evergrande Taobao | Guangzhou Evergrande Taobao | Guangzhou Evergrande Taobao | 0                           | 0                           | 2                | 2 (6)            |                  |                  |  |  |              |              |              |              |  |  |        |        |        |        |
|  | Guangzhou Evergrande Taobao | Guangzhou Evergrande Taobao |                             |                             |                             |                             |                  | 2 (6)            |                  |                  |  |  |              |              |              |              |  |  |        |        |        |        |
|  | Shandong Luneng             | Shandong Luneng             | 1                           | 3 (5)                       |                             |                             |                  |                  |                  |                  |  |  |              |              |              |              |  |  |        |        |        |        |
|  | Shandong Luneng             | Shandong Luneng             | 1                           | 3 (5)                       | Guangzhou Evergrande Taobao | Guangzhou Evergrande Taobao | 0                | 1E               |                  |                  |  |  |              |              |              |              |  |  |        |        |        |        |
|  |                             |                             |                             |                             | Guangzhou Evergrande Taobao | Guangzhou Evergrande Taobao | 0                | 1E               |                  |                  |  |  |              |              |              |              |  |  |        |        |        |        |
|  |                             |                             | Kashima Antlers             | Kashima Antlers             | 0                           | 1                           |                  |                  |                  |                  |  |  |              |              |              |              |  |  |        |        |        |        |
|  | Kashima Antlers             | Kashima Antlers             | Kashima Antlers             | Kashima Antlers             | 0                           | 1                           | 1                | 2E               |                  |                  |  |  |              |              |              |              |  |  |        |        |        |        |
|  | Kashima Antlers             | Kashima Antlers             |                             |                             |                             |                             |                  | 2E               |                  |                  |  |  |              |              |              |              |  |  |        |        |        |        |
|  | Sanfrecce Hiroshima         | Sanfrecce Hiroshima         | 0                           | 3                           |                             |                             |                  |                  |                  |                  |  |  |              |              |              |              |  |  |        |        |        |        |
|  | Sanfrecce Hiroshima         | Sanfrecce Hiroshima         | 0                           | 3                           |                             |                             |                  |                  |                  |                  |  |  |              |              |              |              |  |  |        |        |        |        |
|  |                             |                             |                             |                             |                             |                             |                  |                  |                  |                  |  |  |              |              |              |              |  |  |        |        |        |        |

### Huitièmes de finale
Les matchs aller se jouent les 18-19 juin en Asie orientale et 5-6 août en Asie occidentale, et les matchs retour les 25-26 juin en Asie orientale et 12-13 août en Asie occidentale 2019.
| Équipe               | Aller           | Total           | Retour          | Équipe                 |
| Asie de l'Ouest      | Asie de l'Ouest | Asie de l'Ouest | Asie de l'Ouest | Asie de l'Ouest        |
| -------------------- | --------------- | --------------- | --------------- | ---------------------- |
| Al-Nasr Riyad        | 1-1             | 4-3             | 3-2             | Al-Wahda               |
| Al-Ittihad           | 2-1             | 6-4             | 4-3             | Zob Ahan               |
| Al-Duhail            | 1-1             | 2-4             | 1-3             | Al-Sadd                |
| Al-Ahli              | 2-4             | 3-4             | 1-0             | Al-Hilal               |
| Asie de l'Est        |                 |                 |                 |                        |
| Kashima Antlers      | 1-0             | 4E-4            | 2-3             | Sanfrecce Hiroshima    |
| Guangzhou Evergrande | 2-1             | 4 – 4 6 - 5 tab | 2-3             | Shandong Luneng        |
| Urawa Red Diamonds   | 1-2             | 4-2             | 3-0             | Ulsan Hyundai          |
| Shanghai SIPG        | 1-1             | 2 – 2 5 - 3 tab | 1-1             | Jeonbuk Hyundai Motors |

### Quarts de finale
Le tirage au sort des quarts de finale s'est déroulé le août 2019. Les matchs aller se jouent le 26-28 août et les matchs retour le 16-18 septembre 2019.
| Équipe               | Aller           | Total           | Retour          | Équipe             |
| Asie de l'Ouest      | Asie de l'Ouest | Asie de l'Ouest | Asie de l'Ouest | Asie de l'Ouest    |
| -------------------- | --------------- | --------------- | --------------- | ------------------ |
| Al-Nasr Riyad        | 2-1             | 3-4             | 1-3             | Al-Sadd            |
| Al-Ittihad           | 0-0             | 1-3             | 1-3             | Al-Hilal           |
| Asie de l'Est        |                 |                 |                 |                    |
| Shanghai SIPG        | 2-2             | 3-3E            | 1-1             | Urawa Red Diamonds |
| Guangzhou Evergrande | 0-0             | 1E-1            | 1-1             | Kashima Antlers    |

### Demi-finales
Les matchs aller se jouent les 1er et 2 octôbre, et les matchs retour les 22 et 23 octôbre 2019.
| Équipe             | Aller           | Total           | Retour          | Équipe               |
| Asie de l'Ouest    | Asie de l'Ouest | Asie de l'Ouest | Asie de l'Ouest | Asie de l'Ouest      |
| ------------------ | --------------- | --------------- | --------------- | -------------------- |
| Al-Sadd            | 1 - 4           | 5 - 6           | 4 - 2           | Al-Hilal             |
| Asie de l'Est      |                 |                 |                 |                      |
| Urawa Red Diamonds | 2 - 0           | 3 - 0           | 1 - 0           | Guangzhou Evergrande |

### Finale
Les matchs finaux aller se jouent le 9 novembre, et le match retour le 24 novembre 2019.
| Équipe   | Aller | Total | Retour | Équipe             |
| -------- | ----- | ----- | ------ | ------------------ |
| Al-Hilal | 1 - 0 | 3 - 0 | 2 - 0  | Urawa Red Diamonds |

## Nombre d'équipes par association et par tour
L'ordre des fédérations est établi suivant le 2017 AFC rankings (Entry Manual Article 2.3) :

### Zone Ouest
| Association         |       | Tours préliminaires               | +  | Barrages                    | +   | Phase de groupes                          | Huitièmes de finale                       | Quarts de finale                 | Demi-finales | Finale     |
| ------------------- | ----- | --------------------------------- | -- | --------------------------- | --- | ----------------------------------------- | ----------------------------------------- | -------------------------------- | ------------ | ---------- |
| Émirats arabes unis |       |                                   | +1 | 1 Al-Nasr                   | +3  | 3 Al-Aïn, Al-Wahda, Al-Wasl               | 1 Al-Wahda                                |                                  |              |            |
| Arabie Saoudite     |       |                                   | +1 | 1 Al-Nassr                  | +3  | 4 Al-Hilal, Al-Ittihad, Al-Ahli, Al-Nassr | 4 Al-Hilal, Al-Ittihad, Al-Ahli, Al-Nassr | 3 Al-Hilal, Al-Ittihad, Al-Nassr | 1 Al-Hilal   | 1 Al-Hilal |
| Qatar               |       |                                   | +2 | 2 Al-Rayyan, Al-Gharafa     | +2  | 3 Al-Duhail, Al Sadd, Al Rayyan           | 2 Al-Duhail, Al-Sadd                      | 1 Al-Sadd                        | 1 Al-Sadd    |            |
| Iran                |       | 2 Zob Ahan, Saipa Karaj (2e tour) |    | 2 Zob Ahan, Saipa Karaj (P) | +2  | 3 Persépolis, Estéghlal, Zob Ahan         | 1 Zob Ahan                                |                                  |              |            |
| Ouzbékistan         |       | 2 AGMK, Pakhtakor (2e tour)       |    | 2 AGMK (P), Pakhtakor (P)   | +1  | 2 Lokomotiv, Pakhtakor                    |                                           |                                  |              |            |
| Irak                |       | 1 Al-Qowa Al-Jawiya (2e tour)     |    |                             | +1  | 1 Al Zawra'a                              |                                           |                                  |              |            |
| Tadjikistan         |       | 1 Istiqlol Douchanbé (2e tour)    |    |                             |     |                                           |                                           |                                  |              |            |
| Inde                |       | 1 Minerva Punjab (2e tour)        |    |                             |     |                                           |                                           |                                  |              |            |
| Jordanie            |       | 1 Al Wehdat (1er tour)            |    |                             |     |                                           |                                           |                                  |              |            |
| Koweït              |       | 1 Al-Kuwait (1er tour)            |    |                             |     |                                           |                                           |                                  |              |            |
| Total               | Total |                                   | +4 |                             | +12 | 16                                        | 8                                         | 4                                | 2            | 1          |

### Zone Est
| Associations |       | Tours préliminaires            | +  | Barrages             | +   | Phase de groupes                         | Huitièmes de finale             | Quarts de finale      | Demi-finales | Finale  |
| ------------ | ----- | ------------------------------ | -- | -------------------- | --- | ---------------------------------------- | ------------------------------- | --------------------- | ------------ | ------- |
| Corée du Sud |       |                                | +1 | 1 Ulsan              | +3  | 4 Jeonbuk, Daegu, Gyeongnam, Ulsan       | 2 Jeonbuk, Ulsan                |                       |              |         |
| Chine        |       |                                | +1 | 1 Shandong           | +3  | 4 Shanghai, Beijing, Guangzhou, Shandong | 3 Guangzhou, Shanghai, Shandong | 2 Guangzhou, Shanghai | 1 Guangzhou  |         |
| Japon        |       |                                | +2 | 2 Hiroshima, Kashima | +2  | 4 Kawasaki, Urawa, Hiroshima, Kashima    | 3 Hiroshima, Kashima, Urawa     | 2 Kashima, Urawa      | 1 Urawa      | 1 Urawa |
| Australie    |       | 1 Newcastle (2e tour)          |    | 1 Newcastle (P)      | +2  | 2 Sydney, Melbourne                      |                                 |                       |              |         |
| Thaïlande    |       | 2 Chiangrai, Bangkok (2e tour) |    | 1 Chiangrai (P)      | +1  | 1 Buriram                                |                                 |                       |              |         |
| Malaisie     |       | 1 Perak (2e tour)              |    | 1 Perak (P)          | +1  | 1 Johor Darul                            |                                 |                       |              |         |
| Hong Kong    |       | 1 Kitchee (2e tour)            |    |                      |     |                                          |                                 |                       |              |         |
| Viêtnam      |       | 1 Hanoi (2e tour)              |    | 1 Hanoï (P)          |     |                                          |                                 |                       |              |         |
| Philippines  |       | 1 Ceres-Negros (1er tour)      |    |                      |     |                                          |                                 |                       |              |         |
| Singapour    |       | 1 Home United (1er tour)       |    |                      |     |                                          |                                 |                       |              |         |
| Indonésie    |       | 1 Persija Jakarta (1er tour)   |    |                      |     |                                          |                                 |                       |              |         |
| Myanmar      |       | 1 Yangon United (1er tour)     |    |                      |     |                                          |                                 |                       |              |         |
| Total        | Total |                                | +4 |                      | +12 | 16                                       | 8                               | 4                     | 2            | 1       |

## Liens